# Kvarntjärnen (Bjurholms socken, Ångermanland, vid Bredträsk)
Kvarntjärnen är en sjö i Bjurholms kommun i Ångermanland och ingår i Lögdeälvens huvudavrinningsområde. Sjön har en area på 0,0541 kvadratkilometer och ligger 239,9 meter över havet. Sjön avvattnas av vattendraget Mjösjöån (Strömbäcken). Vid provfiske har abborre, lake och öring fångats i sjön.

## Delavrinningsområde
Kvarntjärnen ingår i det delavrinningsområde (708723-163518) som SMHI kallar för Utloppet av Kvarntjärn. Medelhöjden är 279 meter över havet och ytan är 5,36 kvadratkilometer. Det finns inga avrinningsområden uppströms utan avrinningsområdet är högsta punkten. Mjösjöån (Strömbäcken) som avvattnar avrinningsområdet har biflödesordning 2, vilket innebär att vattnet flödar genom totalt 2 vattendrag innan det når havet efter 77 kilometer. Avrinningsområdet består mestadels av skog (83 procent).